# Zelda II: The Adventure of Link
Zelda II: The Adventure of Link (яп. ゼルダ の 伝説 (パート) 2 リンク の 冒険, Дзеруда но Денсецу (Пато) Цу Ринку но Бокен) — відеогра, розроблена і випущена компанією Nintendo для платформи Nintendo Entertainment System в 1987 році, друга (за датою релізу) із серії ігор The Legend of Zelda.
The Adventure of Link є прямим продовженням гри The Legend of Zelda 1986 року, хоча помітно відрізняється від неї технічним виконанням. Попри те, що зараз серед шанувальників гра має репутацію своєрідного відступу від ідей і традицій серії, свого часу гра була досить успішною і внесла в серію елементи, які прижилися і пізніше стали частиною впізнаваного стилю всієї серії .

## Сюжет
Головним героєм гри знову є молода людина на ім'я Лінк (англ. Link). Після перемоги, здобутої над Геноном, Лінк кілька років допомагав відновлювати порядок в королівстві Хайрул. Одного разу він помітив у себе на тильній стороні долоні дивну відмітину у вигляді трьох трикутників. Зустрівшись зі старою жінкою на ім'я Імпа, колишньої годувальницею Зельди (визволивши яку з біди, він виявився залучений в пригоди минулого разу), Лінк показав їй знак на руці. Імпа супроводила його в Північний Замок (англ. North Castle), ворота якого були магічним способом «запечатані на віки». Від дотику мітки на руці Лінка до дверей магія розсіялася і погляду Лінка постала спляча діва. Вона виявилася Зельдою, принцесою Хайрула. Імпа повідала, що після смерті короля Хайлура, батька Зельди, її брат зажадав від неї розкрити таємне місцезнаходження стародавнього скарбу у вигляді трьох золотих трикутників, відомих в зібраному стані як Тріфорс відваги (Triforce of Courage) і є частиною іншого давнього артефакта, відомого як Triforce і здатного виконувати волю власника. Зельда відповіла відмовою, і друг принца, чарівник, в гніві спробував її зачарувати. У результаті заклинання сам чарівник загинув, а принцеса Зельда занурилася в глибокий нескінченний сон. Принц, не маючи можливості розсіяти чаклунство, помістив її в замкову вежу в надії, що коли-небудь вона прокинеться. Також принц видав указ, за яким відтепер всіх дівчаток, які народжуються в королівській родині, в пам'ять про трагедії, що трапилася будуть називати Зельдов.
Знак на руці Лінка, за версією Імпи, означає що він обраний стати тим героєм, який розбудить принцесу Зельду. Для цього йому знадобиться знайти третій фрагмент Тріфорса, Тріфорс відваги, захований від сил зла у Великому Палаці (англ. Great Palace). Імпа вручає Лінку шість дорогоцінних каменів і древні письмена, що вказують, в яких палацах Хайрула повинні бути поміщені ці камені. Цей ритуал відкриє вхід у Великий Палац і пробудить слуг Генона, які вірять, що зуміють повернути свого пана, проливши кров його вбивці. У Великому Палаці Лінк знайде древнього мудреця, який згоден віддати йому Тріфорс, піддавши випробуванню його відвагу: Лінк повинен буде битися зі своїм доппельгангером (відомим як Тінь Лінка). Після перемоги над Тінню Лінк нарешті отримує Тріфорс відваги, повертається в усипальницю Зельди, три золотих Тріфорса з'єднуються в один Тріфорс, за допомогою якого він і розбудить принцесу Зельду від чарівного сну.

## Геймплей
Ігровий процес і зовнішній вигляд Zelda II: The Adventure of Link зазнав ряд суттєвих змін, не всі з яких були прийняті гравцями прихильно.
Основне нововведення полягала у використанні традиційної для JRPG дворівневої системи переміщення по ігровому світу. Була введена «карта світу», що використовує, як і попередня гра, вид «зверху-збоку», але із зменшеним масштабом, із схематичним позначенням локацій (сіл, замків, підземель). І окремий двигун для переміщення всередині локацій (що використовує вигляд аркадного платформера з бічним скролінгом). Істотно збільшилися розміри ігрового світу, доступного для дослідження, також кілька разів зросла кількість неігрових персонажів, що населяють світ.
The Adventure of Link, залишившись аркадою з елементами квеста, тепер включала в себе і кілька елементів RPG. Так, за вбивство монстрів Лінк отримує певну кількість балів, не званих досвідом безпосередньо, але при наборі певної кількості балів відбувається перехід на наступний рівень, що супроводжується збільшенням деяких параметрів персонажа (наприклад, здоров'я).
Серед нововведень також можна відзначити можливість до обмеженого використання магії (у попередній грі Лінк міг користуватися магією тільки знайшовши чарівний жезл), необхідність цілеспрямовано підбирати вибиті з противника бонуси (раніше для підняття бонусу з землі було досить пройтися по ньому, або дотягнутися до нього за допомогою меча чи бумеранга), спрощену форма спілкування з NPC (тепер гравець міг при контакті з неігровим персонажем натиснути кнопку і отримати пораду, підказку або коментар).
Крім цього, був низку змін, які були визначені гравцями як спірні і викликали швидше негативну реакцію. У грі доступний лише один вид зброї — меч (у попередній грі було декілька видів допоміжного зброї: два типу бумерангів, паралізують супротивника, і два типи стріл, якими можна було вести вогонь з лука, а також бомби). Кількість очок життя відображалося червоними квадратиками замість традиційних (і вважаються деякими гравцями більш атмосферними) сердечок. Убиті вороги могли залишити тільки один вид бонуса — глечики, відновлюють запас магії (блакитні глечики відновлювали одну поділку, червоні — весь запас). Відновлювати рівень здоров'я Лінка гравець міг лише використовуючи магію, а також вдаючись до допомоги фей (які зустрічалися набагато рідше, ніж у попередній грі).

## Визнання
Всього було продано 4380 тисяч копій гри . Щомісячне видання Nintendo Power помістило гру на 110 місце у своєму списку 200 найкращих ігор .
Журнал Play написав, що геймплей гри є «комбінацією унікальних елементів, яка створює несхожий ні на що ефект екшн-РПГ», а Nintendo Power назвав гру «забавним і природним кроком в еволюції франчайзинг ових брендів», визнавши в 1988 році The Adventure of Link грою року.

## Перевидання
Всупереч своїй репутації спін-оффа, гра тим не менше пережила три перевидання: 
- У 2003 році Nintendo випустила збірку для GameCube під назвою The Legend of Zelda: Collector's Edition, до якого поряд з іншими іграми серії також була включена The Adventure of Link.
- У 2004 році гра була портована на Game Boy Advance в рамках Classic NES Series.
- У 2007 році гра була перевидана для сервісу Wii Virtual Console.

## Цікаві факти
- Використаний для локацій режим двомірної аркади з виглядом збоку викликав ряд нарікань з боку гравців і більше ніколи не використовувався Nintendo в іграх The Legend of Zelda.
- Лінку в цій грі 16 років [3].
- Хоча гра і використовує ідею, запропоновану Міямото [4], сам він у роботі над проектом участі не брав. Точно так само як не працювали над грою і ключові фігури попереднього проекту, дизайнер Tezuka Takashi[en] і композитор Кодзі Кондо.